# République helvétique
Ne doit pas être confondue avec la République hellénique.
1798–1803
Entités précédentes :
- Confédération suisse (des XIII cantons)
- République des Sept-Dizains
- État libre des Trois Ligues
- Saint-Empire romain germanique (principauté abbatiale de Saint-Gall[1])
- Ville de Saint-Gall

Entités suivantes :
- Confédération suisse (des XIX cantons) sous l'Acte de médiation
- République rhodanienne

La République helvétique (en allemand : Helvetische Republik, en italien : Repubblica elvetica) est le nom officiel qu'a pris le 12 avril 1798 la Confédération des cantons suisses, transformée jusqu'au 10 mars 1803 en république unitaire.
Cette période de l'histoire de la Suisse est aussi appelée « l'époque de l'Helvétique ». Son début marque la fin de l'Ancien Régime en Suisse et le début de la modernisation politique du pays. À la suite de l'occupation de la Suisse par les armées de la jeune République française, les rapports de sujétion sont abolis et les « pays sujets » et « bailliages communs » de cantons suisses deviennent des cantons à part entière. Pour la première fois en effet, les cantons sont égaux entre eux et il n'y a plus de pays sujet. C'est donc la fin des bailliages communs.
Ce régime est accueilli de manière très diverse dans la Confédération : les soldats français sont considérés comme des libérateurs dans les cantons qui étaient auparavant des pays sujets ou des bailliages communs, comme le Pays de Vaud ou l'Argovie, tandis qu'ils sont considérés comme des envahisseurs par les anciens cantons qui aspirent à retourner à l'ordre ancien.
Dépendante de l'appui des soldats de la République française, la République helvétique est un échec : le 19 février 1803 les Suisses obtiennent de Bonaparte une nouvelle constitution organisée selon un modèle fédéral : l'Acte de médiation. L'égalité entre cantons ne sera cependant plus jamais remise en cause.

## Origine
Son apparition découle d'un processus entamé dès la révolution française. Elle est en partie le résultat des luttes menées dans les cantons suisses contre les oligarchies urbaines, mais elle résulte surtout de la politique expansionniste de la France attirée par la position stratégique de la Suisse en cas d'attaque contre l'Autriche. La République helvétique est avant tout un régime politique imposé par la France voisine, alors gouvernée par le Directoire.
En 1797, Pierre Ochs et Frédéric-César de La Harpe tentent de convaincre le général Bonaparte de susciter une révolution dans la Confédération. Les appels à la révolution venus de France ont cependant peu d'échos dans les cantons suisses. Toutefois, en janvier 1798 éclate ce que les historiens ont appelé la Révolution helvétique : entre le 13 et le 23 janvier, les gens de la campagne de Bâle se révoltent et incendient trois résidences baillivales ; dès le début janvier, dans le Pays de Vaud, alors territoire bernois, des patriotes lancent des pétitions, mais celles-ci rencontrent l'intransigeance de Berne qui mobilise des troupes, ce qui provoque, le 24 janvier 1798, la révolution vaudoise, soulèvement pacifique au cours duquel les baillis bernois se retirent ; dans le canton de Fribourg, la population des bailliages francophones se détache de la très patricienne et alémanique ville de Fribourg ; le 1er février, les communes du Bas-Valais forcent les dizains du Haut-Valais à renoncer à leur souveraineté ; le 4 février, l'armée bernoise occupe Aarau (Argovie).
Le 25 janvier, lendemain de la déclaration d'indépendance vaudoise, alors que l'on craint une réaction des troupes bernoises en Pays de Vaud, la garde locale de Thierrens (village proche de Moudon) tire sur un détachement de cavalerie et tue deux hussards français escortant un officier envoyé en mission par le général Philippe Ménard, commandant la division française basée près de Versoix, auprès du général François Rodolphe de Weiss, commandant des troupes bernoises dans le Pays de Vaud ; cet incident donne au général Ménard le prétexte à une intervention sur le territoire de la Confédération : les troupes françaises pénètrent alors le 28 janvier dans le Pays de Vaud, prennent Bienne le 7 février, Fribourg et Soleure le 2 mars, Berne le 5 mars, puis envahissent toute la Confédération des XIII cantons, vainquant rapidement les armées suisses, notamment à Nidwald.
Le 28 mars 1798, le commissaire français Lecarlier convoque à Aarau une assemblée nationale chargée d'adopter la constitution, ou livret helvétique (Helvetisches Büchlein), calquée sur le modèle centralisé français. L'époque de l'Helvétique s'étend du 12 avril 1798 au 10 mars 1803.

## Structure territoriale

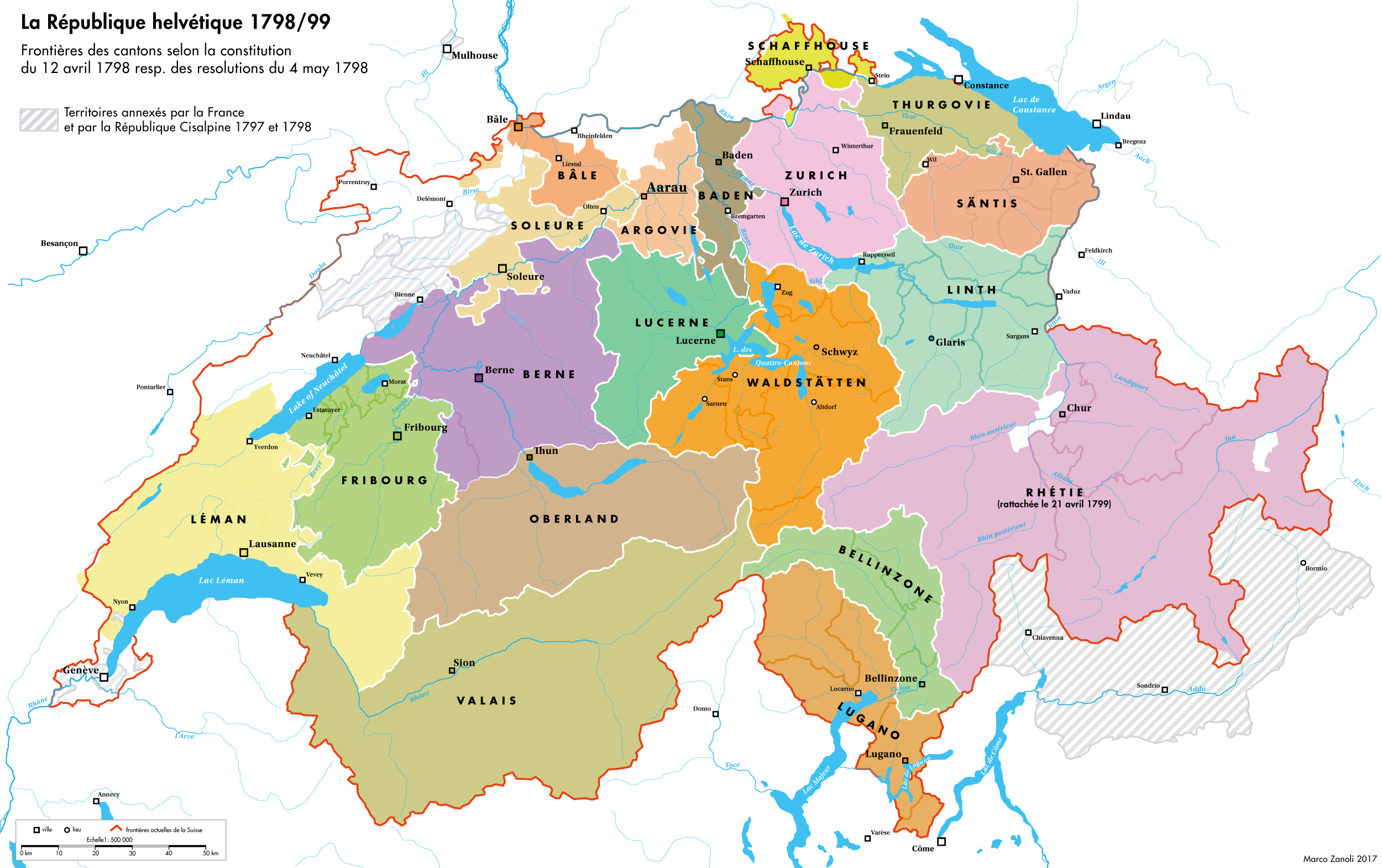
Les 19 cantons de la République helvétique avant février 1802

Le territoire de la République helvétique ne correspond pas au territoire actuel de la Suisse. En effet, Genève (qui, alors, perd son indépendance et est annexée à la France), Neuchâtel (alors principauté en main du roi de Prusse) et le territoire de l'ancien évêché de Bâle ne font pas partie de la République helvétique. Les Grisons (alors appelés la Rhétie) ne s'y rattachent qu'en 1799.
Aux termes de l'article 15 de la Constitution de 1798, le territoire de la République helvétique était divisé « en cantons, en districts, en communes & en sections ou quartiers des grandes communes ».
Aux termes de son article 18, « les Ligues-Grises sont invitées à devenir partie intégrante de la Suisse ; et si elles répondent favorablement à cette invitation, les cantons seront provisoirement au nombre de vingt-deux ; savoir : »
| Canton                       | Chef-lieu                                 | Remarque territoriale                                                                                               |
| ---------------------------- | ----------------------------------------- | --- |
| Canton du Valais             | Sion                                      | |
| Canton du Léman/pays de Vaud | Lausanne                                  | |
| Canton de Fribourg           | Fribourg                                  | « y compris les bailliages de Payerne, d'Avenches, jusqu'à la Broye, et de Morat »                                  |
| Canton de Berne              | Berne                                     | « sans le pays de Vaud et l'Argovie »                                                                               |
| Canton de Soleure            | Soleure                                   | |
| Canton de Bâle               | Bâle                                      | « y compris ce qui pourrait lui être cédé dans le Frickthal »                                                       |
| Canton d'Argovie             | Aarau                                     | « à commencer par Arbourg et Zofingen »                                                                             |
| Canton de Lucerne            | Lucerne                                   | |
| Canton d'Unterwalden         | Stans                                     | « y compris l'Engelberg »                                                                                           |
| Canton d'Uri                 | Altorf                                    | « y compris le val d'Urseren »                                                                                      |
| Canton de Bellinzona         | Bellinzona                                | « comprenant les quatre bailliages italiens supérieurs ; savoir : le val Lepontin, Bollenz, Riviera et Bellinzona » |
| Canton de Lugano             | Lugano                                    | « comprenant les quatre bailliages italiens inférieurs ; savoir : Lugano, Mendrisio, Locarno et Valmaggia »         |
| Canton de Rhétie/des Grisons | Coire                                     | rattaché à la République helvétique en 1799                                                                         |
| Canton de Sargans            | Sargans                                   | « y compris le Rheinthal, Sax, Gams, Werdenberg, Gasteren, Utznach, Rapperschweil et la Marche »                    |
| Canton de Glaris             | Glaris                                    | |
| Canton d'Appenzell           | « Appenzell, ou alternativement Herisau » | |
| Canton de Thurgovie          | Frauenfelden                              | |
| Canton de Saint-Gall         | Saint-Gall                                | « comprenant la ville et le territoire de l'Abbé, affranchi de tout droit régulier de la part du dit abbé »         |
| Canton de Schaffhause        | Schaffhausen                              | |
| Canton de Zurich             | Zurich                                    | « y compris Winthertur »                                                                                            |
| Canton de Zug                | Zug                                       | « y compris les sujets de la ville, le comté de Baden et les bailliages libres »                                    |
| Canton de Schwyz             | Schwyz                                    | « y compris Gersau, Kusnacht, Notre-Dame des Hermites & les Fermes »                                                |

### Changements territoriaux
Sous la République helvétique, à côté des treize anciens cantons, huit nouveaux cantons sont créés : Saint-Gall, Sargans, Argovie, Thurgovie, Bellinzone (nord du Tessin), Lugano (sud du Tessin), Léman (Vaud) et Valais ; la Rhétie (Grisons) est invitée à adhérer à la République helvétique et s'y rattache le 21 avril 1799 ; puis les cantons d''Oberland et de Baden sont à leur tour créés. À la suite de la révolte des cantons primitifs, dont l'offensive militaire est écrasée par l'armée française (avril - mai 1798), huit anciens cantons sont remplacés par trois nouveaux : le canton des Waldstätten (qui remplace Uri, Schwytz, Unterwald, et Zoug), le canton de la Linth (qui remplace Glaris et Sargans, et auquel le Haut-Toggenbourg est rattaché) et le canton du Säntis (qui remplace Appenzell et Saint-Gall, et auquel le Rheintal et le Bas-Toggenbourg sont rattachés).
La République helvétique étant un Etat unitaire, les treize anciens cantons, qui avaient été souverains jusque là, ne le sont plus : tous les cantons (anciens et nouveaux) sont réduits à de simples régions administratives. Afin de démanteler les anciennes structures et limiter le pouvoir des aristocraties des villes États, de nouvelles frontières cantonales sont établies.
Les cantons de Zurich, de Lucerne, de Fribourg, de Soleure, de Bâle et Schaffhouse restent intacts.
Le canton de Berne est amputé d’un nombre de territoires formant respectivement l'Oberland, le Léman et l'Argovie. Le canton de Waldstätten est créé par réunion d'Uri, de Schwyz, de Unterwald et Zoug.
Le canton de Linth est créé à partir de Glaris et de ses bailliages communs (Gaster, Sargans et Werdenberg).
Le canton du Säntis est créé à partir d'Appenzell, de ses pays alliés et de Saint-Gall.
Le Baden, Bellinzone, Lugano et la Thurgovie sont issus d'autres « bailliages communs ».
La Rhétie et le Valais sont créés à partir des « pays alliés ».
À noter également que de février 1802 à février 1803 (Acte de médiation), le canton de Fricktal est constitué par annexion de territoires de la région de Brisgau, en Autriche antérieure, situés au sud du Rhin. En effet, au traité de Campoformio (1797), puis au traité de Lunéville (1801), l'Autriche avait cédé sa seigneurie de Fricktal à la France, qui se réservait le droit de transférer ce territoire à la République helvétique ; cela est accompli à la fin de 1802.
Les communes sont dégradées au rang d'unités administratives. Leurs droits sont uniformisés et les prérogatives des communes urbaines démantelées.

## Institutions et politique

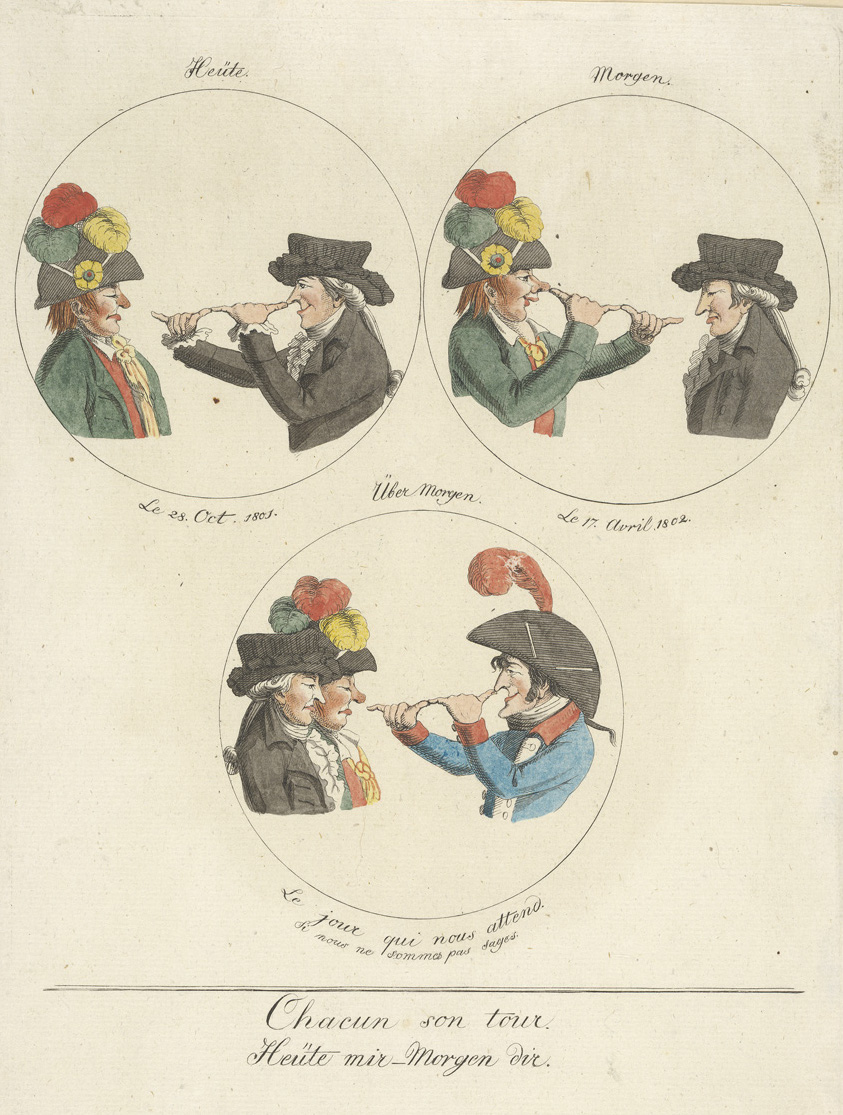
Caricature de 1803, représentant des patriotes (bicorne à plumes rouges-vertes-jaunes), aristocrates (habit noir) et des soldats français (bicorne avec plume rouge).

La République helvétique est dotée de plusieurs institutions :
- Un parlement bicaméral : le Grand Conseil et le Sénat ;
- Un gouvernement (Directoire) ;
- Une cour de justice supérieure.

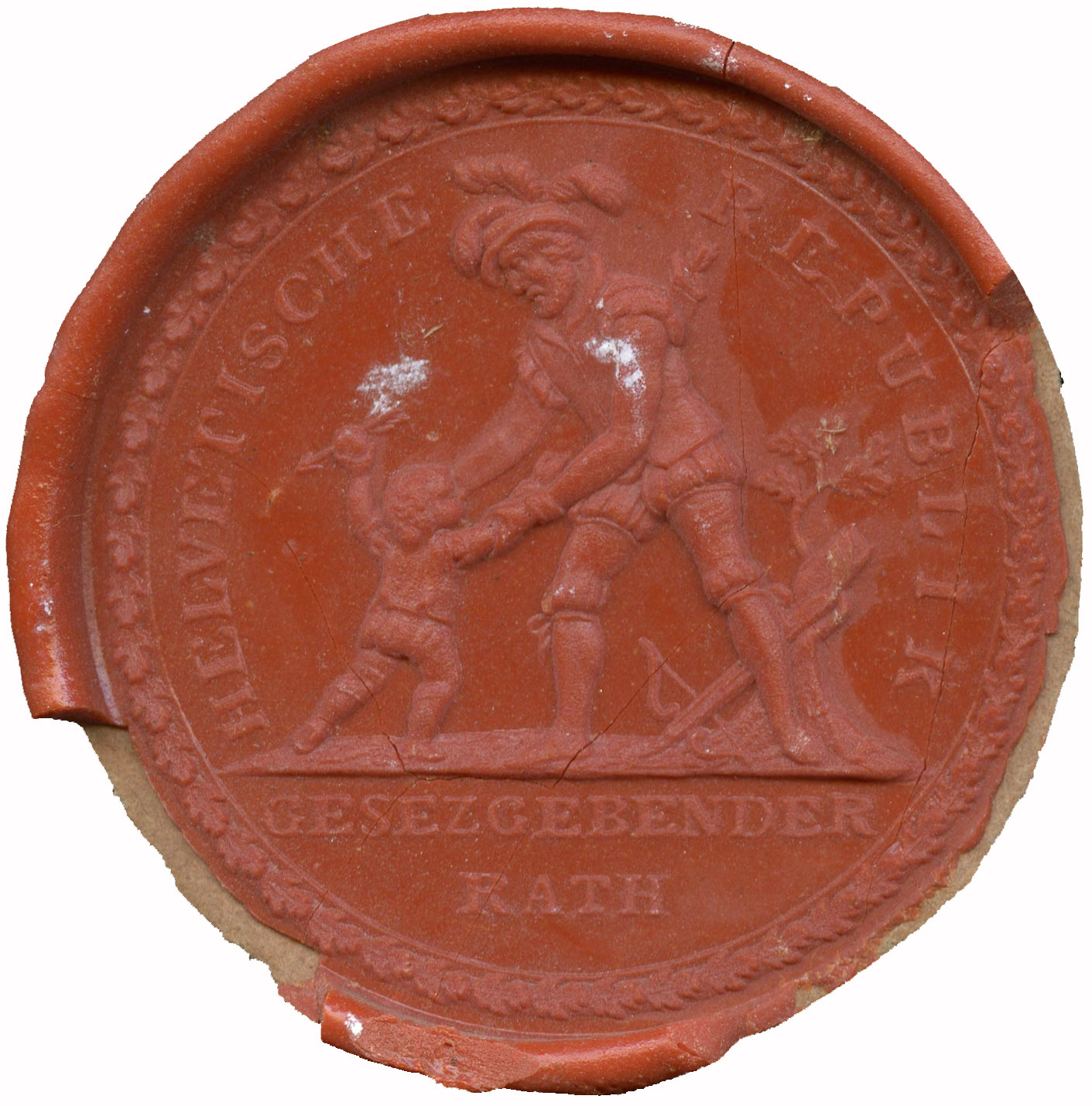
Sceau du Conseil législatif (Gesezgebender Rath)
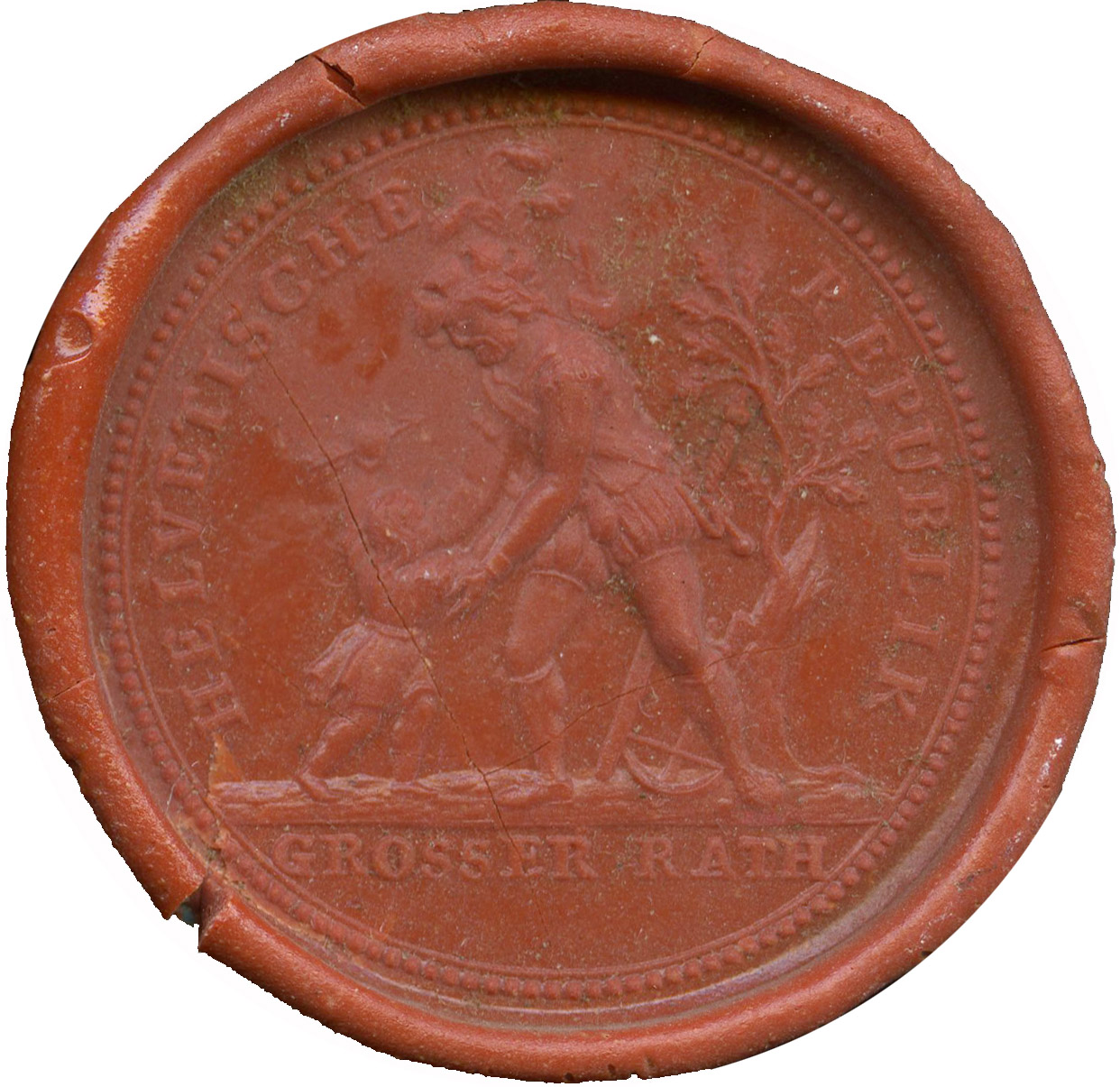
Sceau du Grand Conseil (Grosser Rath)
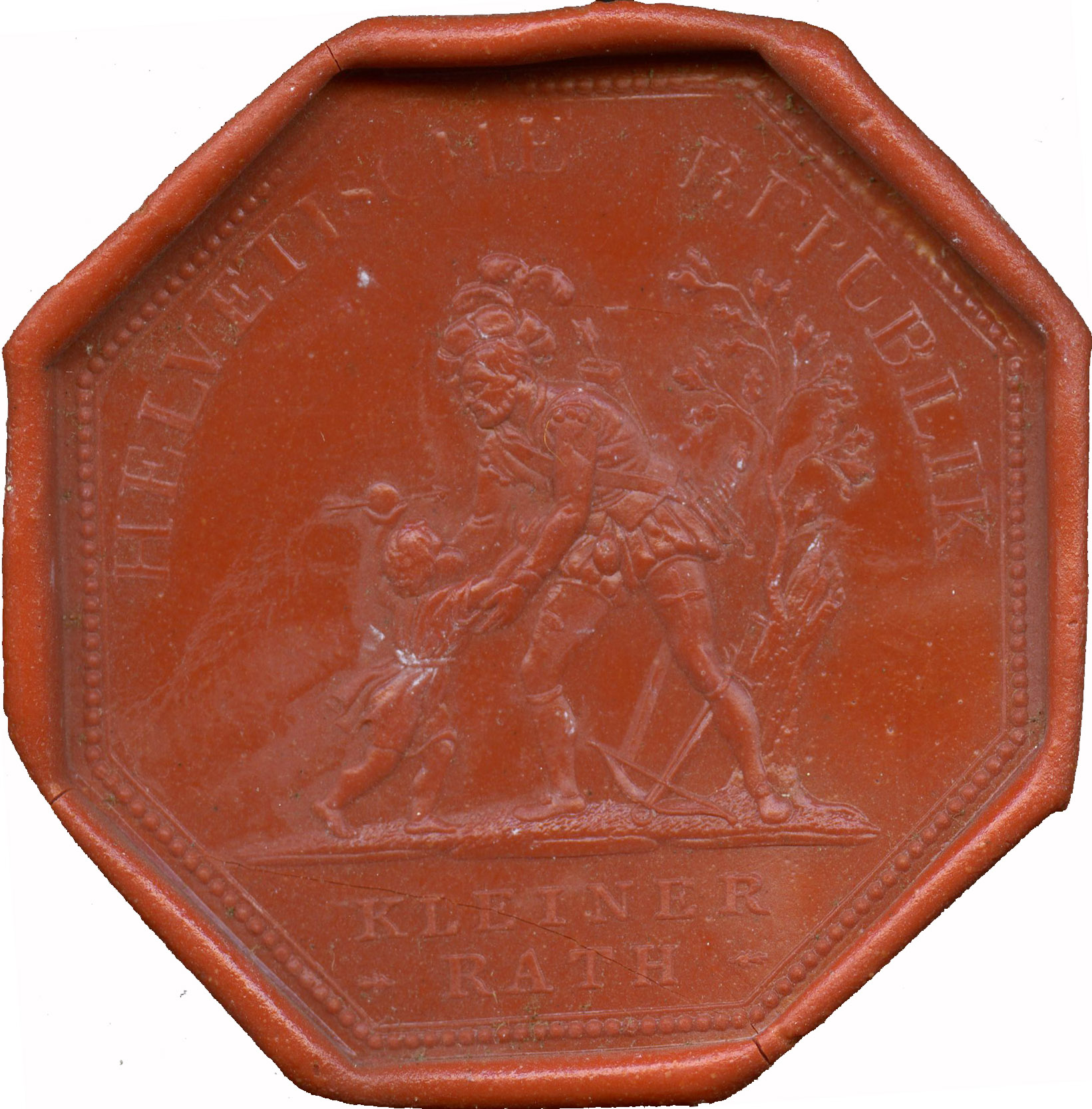
Sceau du Petit Conseil (Kleiner Rath)
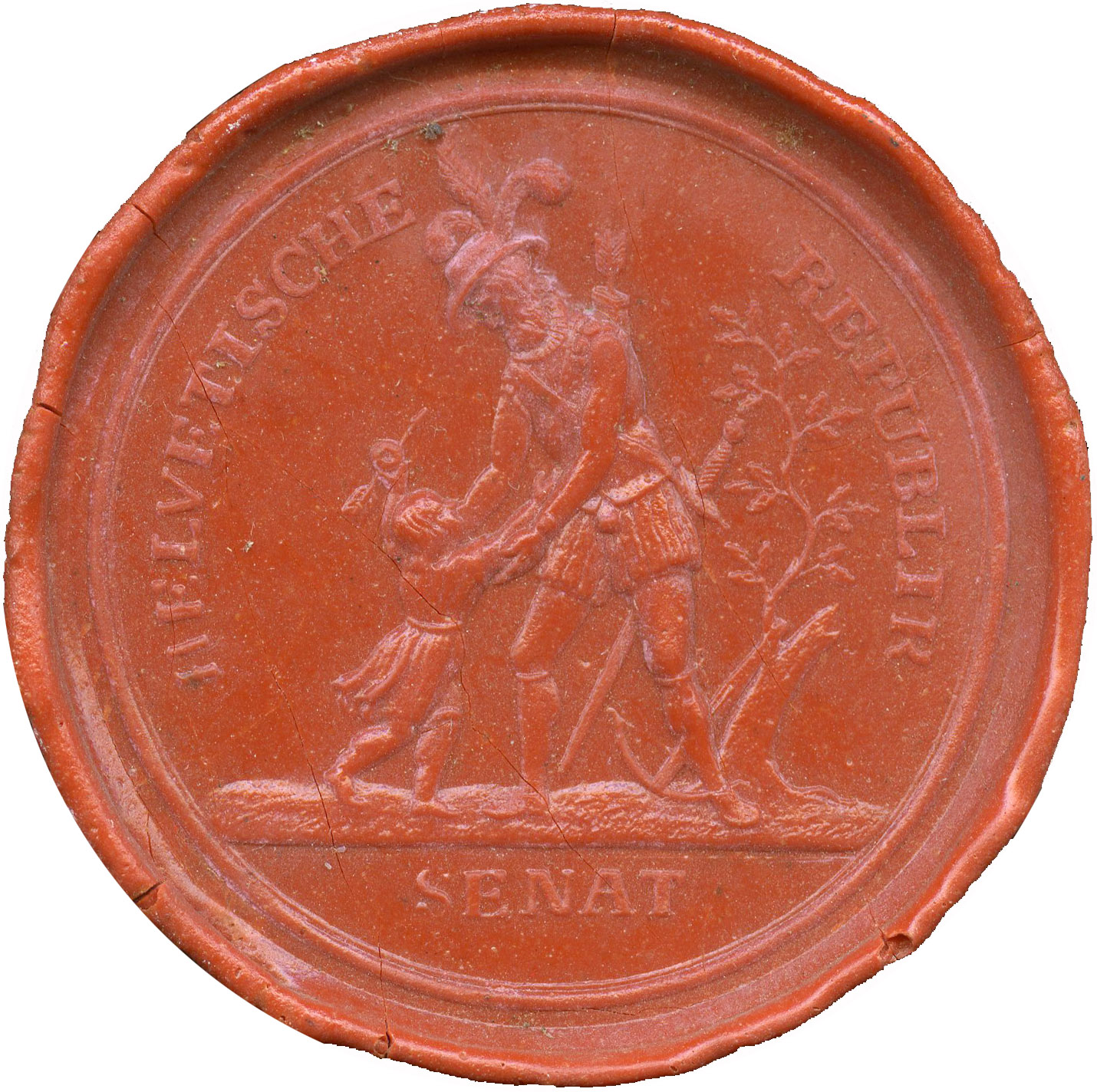
Sceau du Sénat
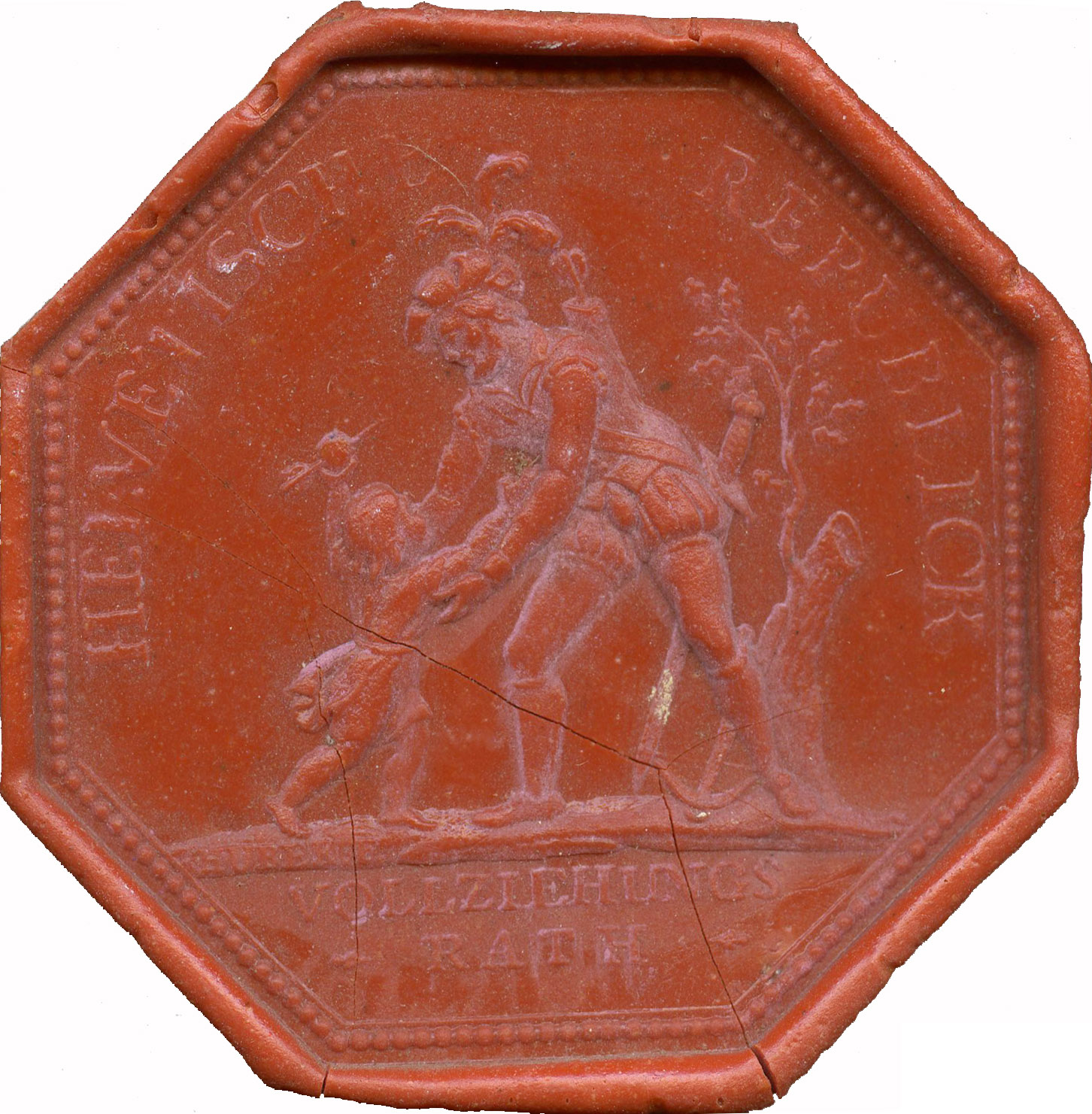
Sceau du Conseil exécutif (Vollziehungs Rath)
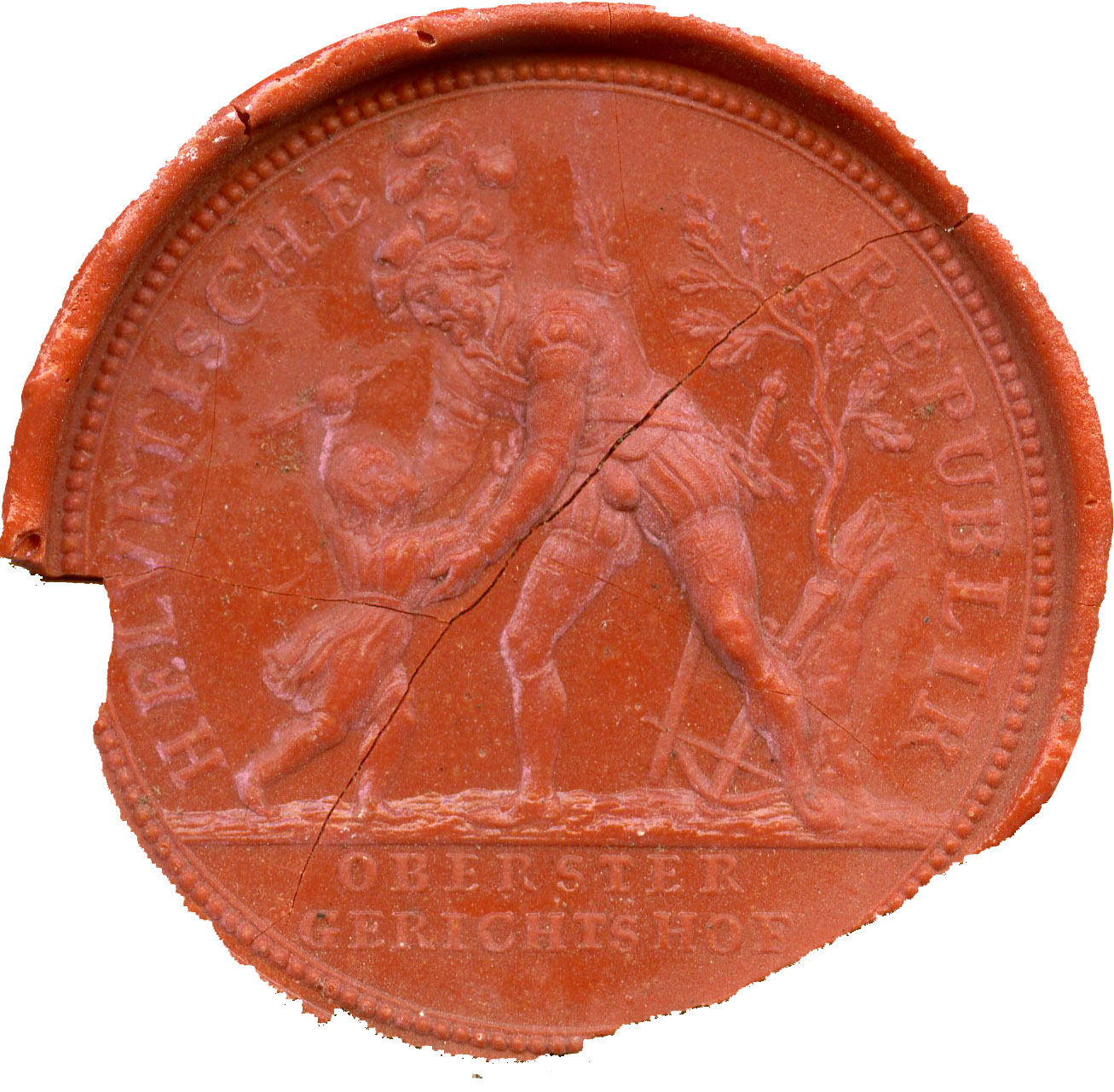
Sceau de la Cour de justice supérieure (Oberster Gerichtshof)

### Membres du Directoire
- David Ludwig Bay
- Johann Dolder
- Pierre-Maurice Glayre
- Frédéric-César de La Harpe
- Lukas Legrand
- Urs Viktor Oberlin
- Pierre Ochs
- Alphons Pfyffer

### Ministres
- Hans Konrad Finsler, ministre des finances (1798-1799)
- Albrecht Rengger, ministre de l'intérieur (02.06.1798-?)
- Louis François Bégoz, ministre de la guerre (02.05.1798-15.10.1798) et des relations extérieures (02.05.1798-22.11.1801)
- Philipp Albert Stapfer, ministre des arts et des sciences (02.05.1798-07.1800)

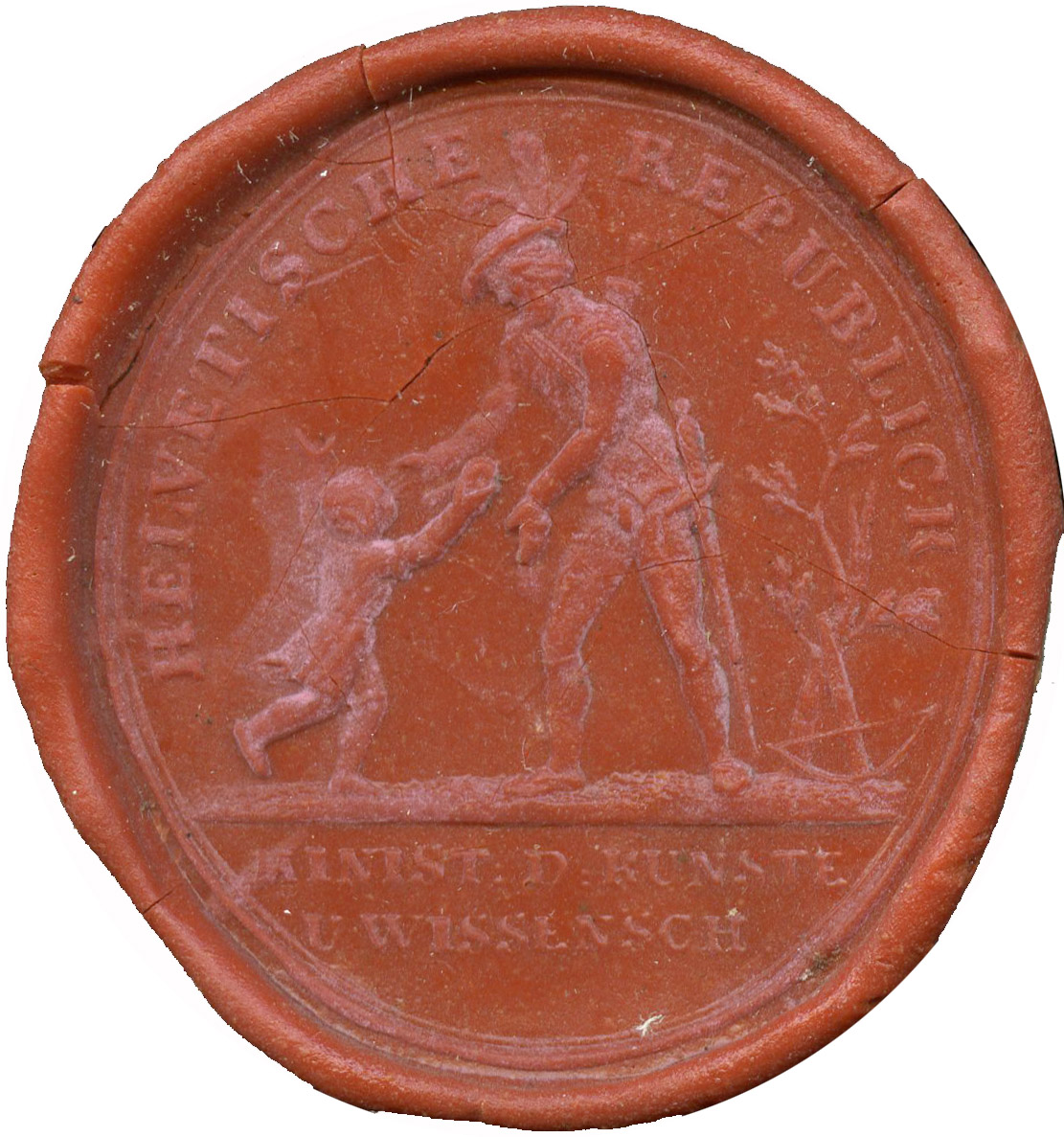
Sceau du ministère des arts et des sciences (Minist[erium]. d[er. Kunste u[nd]. Wissensch[enschaft])
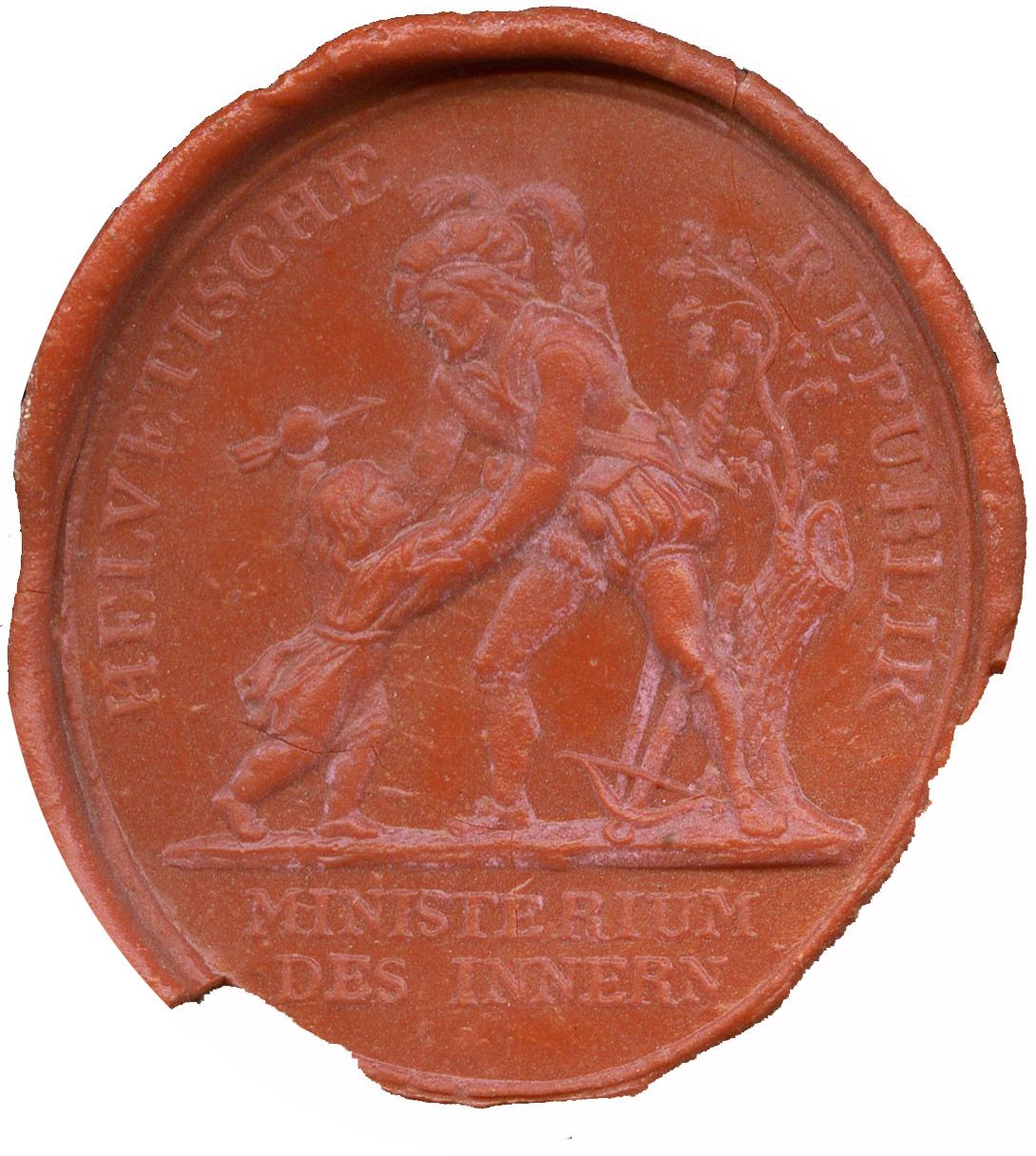
Sceau du ministère de l'intérieur (Ministerium des Innern)
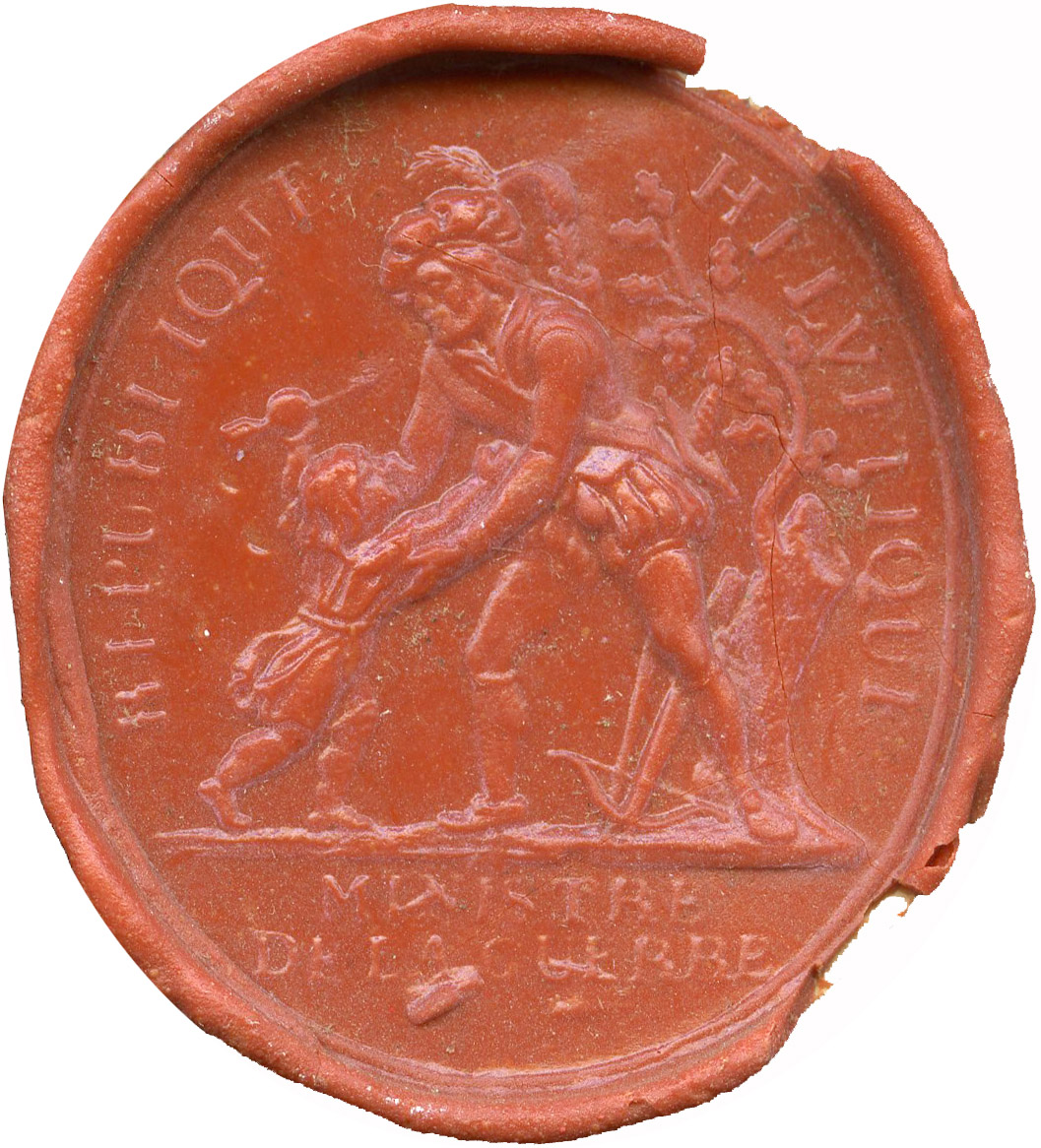
Sceau du ministre de la guerre

### Nouveaux droits
Fondée sur la Constitution française de 1795, la Constitution helvétique entrée en vigueur le 12 avril 1798 repose sur les principes fondamentaux d'égalité des droits, de souveraineté populaire et de séparation des pouvoirs. 
Les habitants de la Suisse deviennent des citoyens et bénéficient de nouveaux droits : 
- égalité des citoyens devant la loi[13]
- liberté de conscience et de culte[14]
- liberté de la presse
- liberté de commerce et d'industrie (ce qui n'implique pas la fin du système des corporations)
- garantie de la propriété privée[3]
- instauration du suffrage dit "universel" (pour certains hommes seulement)[15]
- fin des privilèges féodaux.

## Drapeau

Drapeau de la République helvétique (en français), au verso

La République helvétique adopte un nouveau drapeau national tricolore, à l'image de la France, mais avec des divisions horizontales. Il est introduit officiellement le 13 février 1799. Les couleurs rouge et jaune représentent les cantons fondateurs d'Uri et Schwytz et le vert est ajouté par la révolution. L'inscription « République Helvétique » figure généralement sur la partie rouge, mais d'autres messages ou illustrations ont également cours.

## Influence sur la Suisse moderne
Le gouvernement de la République helvétique a préparé l'avènement de la Suisse moderne, notamment en instaurant la séparation des pouvoirs législatif, exécutif et judiciaire, en abolissant la torture, en supprimant les barrières douanières intérieures, et en unifiant les poids et mesures.
Selon Alain-Jacques Tornare, l'expérience de la République helvétique est une condition sine qua non pour la création d'un État fédératif en 1848.